# Yemen Football Association
Die Yemen Football Association (arabisch الاتحاد اليمني لكرة القدم, DMG al-Ittiḥād al-yamanī li-kurat al-qadam) ist der nationale Fußballverband der des arabischen Landes Jemen. Er wurde im Jahr 1962 gegründet und trat im Jahr 1980 sowohl der FIFA als auch der AFC bei. Vorher war der Verband bereits seit 1978 Mitglied der UAFA. Seit dem Jahr 2009 ist der Verband auch Mitglied des asiatischen Regionalverbandes WAFF. Zudem war der Verband Gründungsmitglied des arabischen Golfpokalverbandes. Derzeitiger Präsident ist Ahmed Saleh al-Eisei.

## Geschichte
Nach der Gründung des Verbandes hatte eine jemenitische Nationalmannschaft (damals noch als Sultanat von Lahidsch) erstmals am 5. September 1965 ein Länderspiel, dieses wurde mit 0:9 gegen die Auswahl des Sudan verloren. Später fungierte diese Nordjemenitische Mannschaft als Auswahl des Jemenitischen Arabischen Republik. Nach dem Beitritt zur FIFA und AFC im Jahr 1980, übernahm der Verband ab 1990 die Schirmherrschaft über das vereinigte Jemen, während die PDR Yemen Football Association und dessen Mannschaft aufgelöst wurden. Ungefähr um diese Zeit herum wurden auch erste U-Mannschaften gegründet, wie die U-17, die U-20 und die U-23. Um das Jahr 2005 herum wurde auch eine Frauen-Mannschaft sowie später auch eine U-Mannschaft für Mädchen gegründet. Diese nahm jedoch bislang an keinem durch die AFC oder die FIFA organisiertem Turnier teil und ist derzeit auch seit 2012 inaktiv und taucht somit nicht in der FIFA-Rangliste auf. Im August 2005 wurde die Mitgliedschaft des Verbands von der FIFA ausgesetzt. Grund dafür war die Einmischung von politischen Behörden in interne Angelegenheiten, womit gegen den Artikel 17 der FIFA-Statuten verstoßen wurde. Diese Bestrafung wurde ausgesprochen, nachdem es schon im Juni 2005 zum Besuch einer Delegation aus FIFA- und AFC-Verantwortlichen kam und diese auf neu ausgearbeitete Statuten für Wahlen hinarbeiten wollten, von der örtlichen Regierung jedoch abgehalten wurde. Während anhaltender Militärinterventionen gelang es im Januar 2019 sich erstmals in der Geschichte der Männer-Nationalmannschaft für die Endphase eines Kontinentalturniers zu qualifizieren.